# Моонзундский архипелаг
Моонзу́ндский архипела́г (от немецкого названия пролива Муху-Вяйн — Moonsund), Западно-Эстонский архипелаг(эст. Lääne-Eesti saarestik) — группа островов в восточной части Балтийского моря, принадлежащих Эстонии.

## География
Общая площадь — около 4 тысяч км². В состав архипелага входят четыре крупных острова:
1. Сааремаа (Эзель): пл. 2673 км²
2. Хийумаа (Даго): пл. 989 км²
3. Муху (Моон): пл. 204 км²
4. Вормси (Вормс): пл. 93 км²

Также архипелаг насчитывает около 500 мелких островов. От материка отделяется проливом Вяйнамери, который состоит из проливов Суурвяйн между материком и Муху и Воози между материком и Вормси. Максимальная высота — 68 м (холм Торнимяги на острове Хийумаа).
Климат умеренный морской, мягкий. Средняя температура января составляет −4 °C, июля — +17 °C. Осадков 550 мм в год. Большое количество озёр. Острова малоплодородны, так как сложены главным образом известняками и морскими отложениями антропогена. Почвы щебнистые и песчаные. Растительность представлена лугами и бедными сосновыми лесами, по берегам встречаются заросли тростника.
На островах имеются заповедники Вийдумяэ и Вильсанди. Крупнейшие города — Курессааре (о. Сааремаа, население — 14 тысяч человек) и Кярдла (о. Хийумаа, 4 тысячи человек).

Карта Моонзундского архипелага

## История архипелага
В VIII веке на острове появляются викинги.
После немецкого завоевания, архипелаг с 1228 года попадает под власть Эзель-Викского епископства. В XIII веке на острове Эзель (Сааремаа) была построена орденская крепость Аренсбург. С 1559 года острова переходят под власть Дании. В результате датско-шведской войны контроль за островами переходит к Швеции.
В результате Северной войны архипелаг переходит под власть России. В 1781 году императрица Екатерина II выселила с островов на Украину (в Старошведское) местных шведов, после чего они стали заселяться материковыми эстонцами.
Первая мировая война
Операция «Альбион» (осень 1917)
Вторая мировая война
В начале войны архипелаг занимал гарнизон Балтийского флота СССР. 3-я стрелковая бригада Северо-Западного фронта численностью 15 тыс. человек и части береговой обороны Балтийского района. После оставления советскими войсками Прибалтики острова архипелага стали передовым опорным пунктом флота и авиации. Здесь имелись средства береговой обороны и аэродромы, с которых советская авиация наносила бомбардировочные удары по Берлину и другим административным и промышленным центрам Германии. До 4 сентября 1941 года было произведено девять групповых вылетов.
Борьба за острова началась 7 сентября 1941 года. Здесь были скованы две немецкие дивизии и часть авиации. Острова были оставлены 19 октября, после того, как исчерпались все возможности их обороны. Более 500 человек эвакуировались на полуостров Ханко, некоторые в Латвию в партизаны.